# Copa Mundial Femenina de Fútbol Sub-20 de 2008
La Copa Mundial Femenina Sub-20 de la FIFA Chile 2008 (en inglés: FIFA U-20 Women's World Cup Chile 2008) fue la cuarta edición de la Copa Mundial Femenina de Fútbol Sub-20 organizada por la FIFA. Esta versión del torneo se realizó del 19 de noviembre al 7 de diciembre de 2008 en Chile, siendo la primera vez que un evento mundialista de fútbol femenino se disputa en América Latina, y contó con la participación de 16 selecciones nacionales.
Chile organizó por primera vez un Mundial de fútbol femenino con el fin de impulsar la práctica a nivel profesional de este deporte entre las mujeres. Además, fue el primer evento de este tipo organizado en el país desde la Copa Mundial de Fútbol Juvenil de 1987, por lo que se realizó una importante inversión para la remodelación de 4 estadios, debido a la ausencia de recintos que cumplieran con las exigencias requeridas. La organización de esta Copa Mundial Femenina Sub-20 generó interés en el gobierno chileno para postular a ser sede de la Copa Mundial Femenina de Fútbol de 2015.
98 equipos disputaron la fase de clasificación. De todos ellos, 15 accedieron al certamen final, al cual Chile se encontraba clasificado por ser local (aunque disputó igualmente el Campeonato Sudamericano Femenino Sub-20 de 2008 como preparación a la Copa Mundial). En el torneo, debutaron la anfitriona y Noruega.
En la final, la selección de Estados Unidos derrotó a su similar de Corea del Norte, que defendía el título, con un marcador de 2-1, y ganó la competencia por segunda vez en su historia.

## Elección del país anfitrión

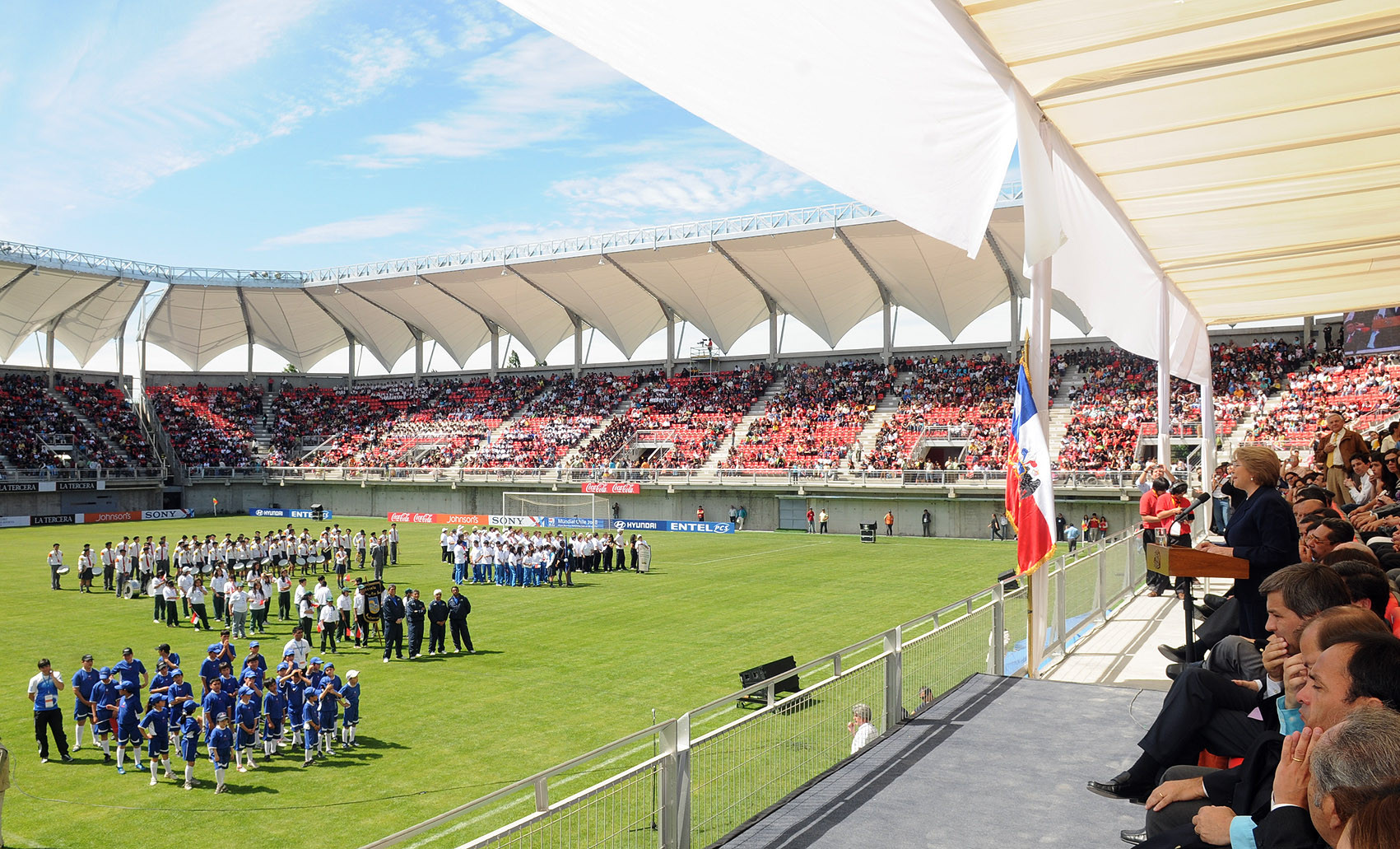
Estadio Nelson Oyarzún, re-inaugurado en 2008.

En 2006, la Federación de Fútbol de Chile (FFCh) decidió postular por primera vez para organizar un evento de fútbol femenino de carácter mundial, y para ello decidió presentar una candidatura para ser sede de la primera edición de la Copa Mundial Femenina de Fútbol Sub-17 a realizarse el año 2008. El 1 de agosto de ese año, el Gobierno de Chile a través de ChileDeportes apoyó la idea de la FFCh y comprometió la inversión necesaria para la remodelación de los estadios, con un costo estimado en 1800 millones de pesos chilenos (aproximadamente USD 3.320.000). Las federaciones de fútbol de Ecuador y Nueva Zelanda también decidieron postular a dicho evento, antes del cierre del plazo, el 14 de agosto.
El Comité Ejecutivo de la FIFA, el 15 de septiembre de 2006, resolvió conceder a la Federación de Fútbol de Chile la organización de la Copa Mundial Femenina Sub-20 de 2008, mientras que la sede de la edición Sub-17 fue otorgada a Nueva Zelanda.

Julio Grondona (vicepresidente de la FIFA y presidente de la Asociación del Fútbol Argentino) me ratificó esta excelente noticia para el deporte chileno como lo es ser sede de un evento de la importancia de un Mundial. Le agradecí su gestión y el apoyo que nos brindó en estos meses de postulación. Apenas nos llegó la noticia desde Zúrich, me comuniqué con la Subsecretaria de Deportes, la señora Catalina Depassier, para informarle de que FIFA nos había otorgado la sede. Ella estaba muy feliz porque de esta manera se cumplió el objetivo que se trazó el Gobierno junto con la ANFP y que no era otro que ganar la sede del Mundial.
José Abdalah, presidente de la Federación de Fútbol de Chile, 18 de septiembre de 2006.

El gobierno de la Presidenta Michelle Bachelet se comprometió personalmente con la realización del torneo femenino, mencionando en sus discursos ante el Congreso Pleno de 2007 y 2008 la construcción de los estadios para la realización de la Copa Mundial. En múltiples ocasiones, Bachelet mantuvo reuniones con Harold Mayne-Nicholls, presidente de la FFCh, para analizar los avances del cuaderno de cargos del evento y el estado de los estadios, los cuales estaban en mal estado e incluso se pensó en que la FIFA podría retirar la sede al país.

## Organización

### Sedes
Ocho fueron las ciudades preseleccionadas para ser sedes de la Copa Mundial, de entre doce Municipalidades que entregaron sus proyectos. Las ciudades escogidas fueron: Coquimbo, La Calera, Quillota, La Florida, Talca, Chillán, Temuco y Osorno.
Finalmente, y luego de la visita y posterior análisis de los proyectos de renovación de todos los estadios por parte de la FIFA y del Comité Organizador Local (COL), se resolvió que Coquimbo, La Florida, Chillán y Temuco serían los estadios que acogerán los 32 partidos de la Copa del Mundo.
Solamente en la renovación de los estadios se ha destinado una inversión de casi US$ 100 000 000 por parte del Gobierno de Chile.

Hemos sido informados en el día de hoy, de los estadios que han sido seleccionados. A la fecha, cuatro estadios: en Coquimbo, en Santiago -La Florida-, en Chillán y en Temuco. Ya en el presupuesto de este año había alguna cantidad de recursos destinados a la Copa del Mundo, aun cuando a esa altura desconocíamos el número de sedes y cuáles sedes en concreto. Ahora, creo que vamos a estar en condiciones de hacer más claramente una definición
Presidenta de Chile, Michelle Bachelet, 3 de junio de 2007

Cuatro diferentes ciudades fueron seleccionadas como sedes en un proceso abierto de postulación. Los cuales han debido ser modificados en su estructura y han adoptado el estándar que FIFA tiene para la construcción de sus estadios, estos han debido estar desde diciembre de 2007 hasta septiembre de 2008 en un intenso trabajo de reparación y reconstrucción, pero se espera que recién a fines de octubre de 2008 se finalicen. Las sedes elegidas fueron:
| Chile                              | Chile                              | Chile                              |
| ---------------------------------- | ---------------------------------- | ---------------------------------- |
| Coquimbo                           | Coquimbo La Florida Chillán Temuco | La Florida                         |
| Región de Coquimbo                 | Coquimbo La Florida Chillán Temuco | Región Metropolitana de Santiago   |
| Estadio Francisco Sánchez Rumoroso | Coquimbo La Florida Chillán Temuco | Estadio Bicentenario de La Florida |
| Capacidad: 18 750                  | Coquimbo La Florida Chillán Temuco | Capacidad: 12 000                  |
|                                    | Coquimbo La Florida Chillán Temuco |                                    |
| Chillán                            | Coquimbo La Florida Chillán Temuco | Temuco                             |
| Región de Ñuble                    | Coquimbo La Florida Chillán Temuco | Región de La Araucanía             |
| Estadio Nelson Oyarzún             | Coquimbo La Florida Chillán Temuco | Estadio Germán Becker              |
| Capacidad: 12 000                  | Coquimbo La Florida Chillán Temuco | Capacidad: 18 125                  |
|                                    | Coquimbo La Florida Chillán Temuco |                                    |

... se trata de una inversión en infraestructura deportiva, tal vez la más ambiciosa de los últimos 40 años, porque son cerca de 100 millones de dólares (48 mil millones de pesos) que nos van a permitir tener centros deportivos de nivel mundial y que en conjunto albergarán a más de 60 mil espectadores en buenas condiciones.
Presidenta de Chile, Michelle Bachelet, 31 de enero de 2008

### Lista de árbitras
Informados en el Reporte Técnico y Estadístico de FIFA emitido a la finalización del torneo.
AFC
- Sachiko Baba
- Bentla D'Coth
- Jacqui Melksham

CAF
- Thérèse Sagno

Concacaf
- Jennifer Bennett
- Carol-Anne Chenard
- Erika Vargas

Conmebol
- Gabriela Bandeira Popich
- Carolina González

UEFA
- Gyöngyi Gaál
- Alexandra Ihringova
- Floarea Cristina Ionescu
- Tanja Schett
- Bibiana Steinhaus

## Símbolos

### Emblema
El 24 de noviembre de 2007 fue presentado el logo oficial del certamen. El acto tuvo la presencia de Yasna Provoste, exministra del Ministerio de Educación de Chile y de la seleccionada brasileña Marta, junto al presidente de la ANFP, Harold Mayne-Nicholls. Joseph Blatter no pudo asistir al evento, pero envió un afectuoso mensaje: “La Copa Mundial Femenina Sub-20 de la FIFA es el torneo en el que se puede apreciar a las jóvenes talentos demostrar sus habilidades y convertirse en estrellas internacionales".

### Balón oficial
El 4 de marzo de 2008 una delegación de la FIFA encabezada por Chuck Blazer, en el marco de la visita inspectiva a los cuatro estadios donde se desarrollará el Campeonato Mundial, hizo entrega simbólica a la presidenta Michelle Bachelet del balón oficial del campeonato, el adidas Teamgeist II. 
Este balón, continuación del utilizado en la Copa del Mundo FIFA de Alemania 2006, ya ha recibido una serie de críticas por su diseño durante el Mundial de Clubes de 2007, ya que sería aún más liviano que el Teamgeist original, según declaraciones de jugadores que participaron del torneo. También en julio de 2008 se reveló la mascota oficial, era un pingüino con cintillo del mundial y polera de la selección, fue creado por el sanmiguelino José Manuel Carmona de 17 años, el 13 de septiembre durante el sorteo final se reveló el diseño de la fifa de la mascota oficial.

Fui con mi mamá a almorzar al McDonald's y vi el buzón del concurso. Por muchos años he visitado la Patagonia y de chico que me gustaba dibujar los pingüinos. Así que me puse a pintar uno bien chileno, como un aficionado más que va al estadio"

José Manuel Carmona, creador del dibujo que resultó ganador. 16 de julio de 2008

Sus especificaciones técnicas son las siguientes:
|                             | Estándar FIFA Approved   | Teamgeist                  |
| --------------------------- | ------------------------ | -------------------------- |
| Circunferencia              | 68.5 – 69.5 cm           | 69.0 – 69.25 cm            |
| Diámetro                    | ≤ 1.5% de diferencia     | ≤ 1.0% de diferencia       |
| Absorción de agua           | ≤ 10% incremento de peso | ≤ 0.1 % incremento de peso |
| Masa                        | 420 - 445 g              | 441 - 444 g                |
| Retención de forma y tamaño | 2000 ciclos a 50 km/h    | 3500 ciclos a 50 km/h      |
| Índice de rebote            | ≤ 10 cm                  | ≤ 2 cm                     |
| Pérdida de presión          | ≤ 20%                    | ≤ 11%                      |

## Equipos participantes
FIFA confirmó que la repartición de plazas clasificatorias se mantendría respecto de la edición anterior:
- AFC: 3 cupos
- CAF: 2 cupos
- Concacaf: 3 cupos
- Conmebol: 2 cupos
- OFC: 1 cupo
- UEFA: 4 cupos

Entre los participantes, destacó el debut de Noruega, cuya selección mayor, reconocida como una de las más fuertes del mundo, fue campeona mundial en la 1995. En cursiva los equipos debutantes.
| Confederación | Confederación | Confederación | Confederación | Confederación | Confederación |
| ------------- | ------------- | ------------- | ------------- | ------------- | ------------- |
| AFC           | CAF           | Concacaf      | Conmebol      | OFC           | UEFA          |

| Equipos participantes | Equipos participantes | Equipos participantes | Equipos participantes |
| --------------------- | --------------------- | --------------------- | --------------------- |
| Alemania              | Chile                 | Francia               | Nigeria               |
| Argentina             | China                 | Inglaterra            | Noruega               |
| Brasil                | Corea del Norte       | Japón                 | Nueva Zelanda         |
| Canadá                | Estados Unidos        | México                | Rep. Dem. del Congo   |

### Sorteo
El 13 de septiembre de 2008 se realizó el sorteo en el señorial recinto de la Viña Cousiño-Macul. Jim Brown, director de competición de la FIFA, y Elías Figueroa, histórico futbolista chileno, dirigieron el sorteo, mientras que las bolillas de los bombos fueron sacadas por Laura Albornoz, ministra del Servicio Nacional de la Mujer (SERNAM), Francisca Puertas, campeona del mundo de hockey-patín en 2006, Marisol Villarroel, campeona sudamericana de patinaje artístico, y la exfutbolista brasileña Sissi, embajadora FIFA.
Los 16 equipos fueron divididos en cuatro bombos. A diferencia de las ediciones previas, cada bombo contó con un cabeza de serie, los cuales habrían de ubicarse, cada uno, en un grupo distinto. De acuerdo al criterio establecido, no podían incluirse en un mismo grupo dos selecciones de la misma confederación, por lo que Chile no podría ocupar la misma zona que Argentina o Brasil.
| Bombo 1 Anfitrión, AFC            | Bombo 3 Concacaf, OFC                      | Bombo 2 UEFA                        | Bombo 4 CAF, Conmebol                        |
| --------------------------------- | ------------------------------------------ | ----------------------------------- | -------------------------------------------- |
| Chile China Japón Corea del Norte | Estados Unidos Nueva Zelanda Canadá México | Alemania Inglaterra Francia Noruega | Brasil Nigeria Argentina Rep. Dem. del Congo |

## Fase de grupos
- Los horarios corresponden a la hora de verano de Chile (UTC−3).

### Grupo A
| Selección     | Pts. | PJ | PG | PE | PP | GF | GC | Dif. |
| ------------- | ---- | -- | -- | -- | -- | -- | -- | ---- |
| Nigeria       | 7    | 3  | 2  | 1  | 0  | 6  | 3  | 3    |
| Inglaterra    | 5    | 3  | 1  | 2  | 0  | 4  | 2  | 2    |
| Nueva Zelanda | 4    | 3  | 1  | 1  | 1  | 7  | 7  | 0    |
| Chile         | 0    | 3  | 0  | 0  | 3  | 3  | 8  | −5   |

| 19 de noviembre de 2008                                                           | Nueva Zelanda     | 2:3 (1:2) | Nigeria                                        | Estadio Francisco Sánchez Rumoroso, Coquimbo |                       |
| 15:00 CLST (UTC−3)                                                                | Percival 42', 52' | Reporte   | S. Michael 31' · Chukwudi 35' · Chikwelu 90+2' | Árbitra: Tanja Schett                        | Árbitra: Tanja Schett |
| Sarah Michael anotó el gol 300 en la historia de la Copa Mundial Femenina Sub-20. |                   |           |                                                |                                              |                       |

| 19 de noviembre de 2008                                           | Chile | 0:2 (0:0) | Inglaterra               | Estadio Francisco Sánchez Rumoroso, Coquimbo              |                                                           |
| 21:00 CLST (UTC−3)                                                |       | Reporte   | Chaplen 54' · Duggan 79' | Asistencia: 15 045 espectadores Árbitra: Jennifer Bennett | Asistencia: 15 045 espectadores Árbitra: Jennifer Bennett |
| Chile hizo su debut absoluto en una Copa Mundial Femenina Sub-20. |       |           |                          |                                                           |                                                           |

| 22 de noviembre de 2008 | Nigeria  | 1:1 (0:1) | Inglaterra  | Estadio Francisco Sánchez Rumoroso, Coquimbo |                             |
| 18:00 CLST (UTC−3)      | Orji 71' | Reporte   | Dowie 45+1' | Árbitra: Carol-Anne Chenard                  | Árbitra: Carol-Anne Chenard |

| 22 de noviembre de 2008 | Chile                                   | 3:4 (0:2) | Nueva Zelanda                          | Estadio Francisco Sánchez Rumoroso, Coquimbo          |                                                       |
| 21:00 CLST (UTC−3) | Mardones 50' · Pardo 83' · Zamora 90+2' | Reporte   | White 20', 36' (pen.), 74' · Leota 66' | Asistencia: 16 324 espectadores Árbitra: Érika Vargas | Asistencia: 16 324 espectadores Árbitra: Érika Vargas |
| Francisca Mardones marcó el primer gol de Chile en una Copa Mundial Femenina Sub-20. Primera victoria de Nueva Zelanda en Mundiales femeninos Sub-20. |                                         |           |                                        |                                                       |                                                       |

| 26 de noviembre de 2008 | Nigeria                        | 2:0 (2:0) | Chile | Estadio Municipal Germán Becker, Temuco                    |                                                            |
| 19:00 CLST (UTC−3)      | Guajardo 15' (a.g.) · Orji 41' | Reporte   |       | Asistencia: 18 125 espectadores Árbitra: Bibiana Steinhaus | Asistencia: 18 125 espectadores Árbitra: Bibiana Steinhaus |

| 26 de noviembre de 2008 | Inglaterra   | 1:1 (0:1) | Nueva Zelanda  | Estadio Municipal, La Florida                             |                                                           |
| 19:00 CLST (UTC−3)      | Duggan 90+4' | Reporte   | McLaughlin 27' | Asistencia: 8 661 espectadores Árbitra: Sachiko Yamagishi | Asistencia: 8 661 espectadores Árbitra: Sachiko Yamagishi |

### Grupo B
| Selección      | Pts. | PJ | PG | PE | PP | GF | GC | Dif. |
| -------------- | ---- | -- | -- | -- | -- | -- | -- | ---- |
| Estados Unidos | 6    | 3  | 2  | 0  | 1  | 6  | 2  | 4    |
| Francia        | 6    | 3  | 2  | 0  | 1  | 5  | 4  | 1    |
| China          | 4    | 3  | 1  | 1  | 1  | 2  | 2  | 0    |
| Argentina      | 1    | 3  | 0  | 1  | 2  | 1  | 6  | −5   |

| 19 de noviembre de 2008 | China | 0:0     | Argentina | Estadio Nelson Oyarzún, Chillán                      |                                                      |
| 12:00 CLST (UTC−3)      |       | Reporte |           | Asistencia: 3 500 espectadores Árbitra: Gyöngyi Gaál | Asistencia: 3 500 espectadores Árbitra: Gyöngyi Gaál |

| 19 de noviembre de 2008 | Francia | 0:3 (0:0) | Estados Unidos               | Estadio Nelson Oyarzún, Chillán                         |                                                         |
| 15:00 CLST (UTC−3)      |         | Reporte   | Morgan 53' · Leroux 56', 71' | Asistencia: 4 300 espectadores Árbitra: Jacqui Melksham | Asistencia: 4 300 espectadores Árbitra: Jacqui Melksham |

| 22 de noviembre de 2008 | Estados Unidos                | 3:0 (1:0) | Argentina | Estadio Nelson Oyarzún, Chillán |                           |
| 12:00 CLST (UTC−3)      | Edwards 11' · Morgan 53', 90' | Reporte   |           | Árbitra: Cristina Babadac       | Árbitra: Cristina Babadac |

| 22 de noviembre de 2008 | China | 0:2 (0:0) | Francia                   | Estadio Nelson Oyarzún, Chillán                       |                                                       |
| 15:00 CLST (UTC−3)      |       | Reporte   | Delie 70' · Le Sommer 87' | Asistencia: 7 590 espectadores Árbitra: Therese Sagno | Asistencia: 7 590 espectadores Árbitra: Therese Sagno |

| 26 de noviembre de 2008                                                                   | Estados Unidos | 0:2 (0:0) | China                          | Estadio Municipal Germán Becker, Temuco |                        |
| 16:00 CLST (UTC−3)                                                                        |                | Reporte   | Zhang Rui 52' · Liu Shukun 58' | Árbitra: Tanja Hausott                  | Árbitra: Tanja Hausott |
| Primera derrota de Estados Unidos en una primera fase de la Copa Mundial Femenina Sub-20. |                |           |                                |                                         |                        |

| 26 de noviembre de 2008 | Argentina  | 1:3 (1:0) | Francia                            | Estadio Municipal, La Florida |                             |
| 16:00 CLST (UTC−3)      | Jaimes 42' | Reporte   | Le Sommer 65', 80' · Machart 90+3' | Árbitra: Carol-Anne Chenard   | Árbitra: Carol-Anne Chenard |

### Grupo C
| Selección           | Pts. | PJ | PG | PE | PP | GF | GC | Dif. |
| ------------------- | ---- | -- | -- | -- | -- | -- | -- | ---- |
| Japón               | 9    | 3  | 3  | 0  | 0  | 7  | 2  | 5    |
| Alemania            | 6    | 3  | 2  | 0  | 1  | 8  | 3  | 5    |
| Canadá              | 3    | 3  | 1  | 0  | 2  | 5  | 4  | 1    |
| Rep. Dem. del Congo | 0    | 3  | 0  | 0  | 3  | 1  | 12 | −11  |

| 20 de noviembre de 2008 | Canadá | 0:2 (0:2) | Japón                 | Estadio Municipal, La Florida |                              |
| 16:00 CLST (UTC−3)      |        | Reporte   | Goto 28' · Tanaka 40' | Árbitra: Alexandra Ihringova  | Árbitra: Alexandra Ihringova |

| 20 de noviembre de 2008                                                                | Rep. Dem. del Congo | 0:5 (0:3) | Alemania                                                               | Estadio Municipal, La Florida                             |                                                           |
| 19:00 CLST (UTC−3)                                                                     |                     | Reporte   | Kulig 7', 90+1' · Baunach 8' · Kerschowski 43' (pen.) · N. Banecki 82' | Asistencia: 3 478 espectadores Árbitra: Gabriela Bandeira | Asistencia: 3 478 espectadores Árbitra: Gabriela Bandeira |
| Peor derrota de la República Democrática del Congo en la Copa Mundial Femenina Sub-20. |                     |           |                                                                        |                                                           |                                                           |

| 23 de noviembre de 2008 | Alemania        | 1:2 (0:1) | Japón                     | Estadio Municipal, La Florida |                        |
| 18:00 CLST (UTC−3)      | Kerschowski 61' | Reporte   | Koyama 41' · Nagasato 83' | Árbitra: Bentla D'Coth        | Árbitra: Bentla D'Coth |

| 23 de noviembre de 2008 | Canadá                                                   | 4:0 (2:0) | Rep. Democrática del Congo | Estadio Municipal, La Florida                        |                                                      |
| 21:00 CLST (UTC−3)      | Riverso 1' · Lam-Feist 40' · Filigno 77' · Armstrong 90' | Reporte   |                            | Asistencia: 7 482 espectadores Árbitra: Gyöngyi Gaál | Asistencia: 7 482 espectadores Árbitra: Gyöngyi Gaál |

| 27 de noviembre de 2008 | Alemania                        | 2:1 (0:0) | Canadá        | Estadio Francisco Sánchez Rumoroso, Coquimbo             |                                                          |
| 19:00 CLST (UTC−3)      | McNulty 77' (a.g.) · Schwab 90' | Reporte   | Lam-Feist 81' | Asistencia: 14 048 espectadores Árbitra: Jacqui Melksham | Asistencia: 14 048 espectadores Árbitra: Jacqui Melksham |

| 27 de noviembre de 2008 | Japón                                         | 3:1 (2:1) | Rep. Dem. del Congo | Estadio Nelson Oyarzún, Chillán                          |                                                          |
| 19:00 CLST (UTC−3)      | Mafuala 4' (a.g.) · Ataeyama 10' · Utsugi 78' | Reporte   | Amani 6'            | Asistencia: 6 200 espectadores Árbitra: Cristina Babadac | Asistencia: 6 200 espectadores Árbitra: Cristina Babadac |

### Grupo D
| Selección       | Pts. | PJ | PG | PE | PP | GF | GC | Dif. |
| --------------- | ---- | -- | -- | -- | -- | -- | -- | ---- |
| Brasil          | 9    | 3  | 3  | 0  | 0  | 11 | 2  | 9    |
| Corea del Norte | 6    | 3  | 2  | 0  | 1  | 10 | 6  | 4    |
| Noruega         | 3    | 3  | 1  | 0  | 2  | 4  | 7  | −3   |
| México          | 0    | 3  | 0  | 0  | 3  | 2  | 12 | −10  |

| 20 de noviembre de 2008 | México    | 1:2 (1:1) | Noruega              | Estadio Municipal Germán Becker, Temuco |                            |
| 16:00 CLST (UTC−3) | Garza 28' | Reporte   | Lund 26' · Enget 76' | Árbitra: Sachiko Yamagishi              | Árbitra: Sachiko Yamagishi |
| Noruega hizo su debut absoluto en una Copa Mundial Femenina Sub-20; además, Marita Skammelsrud Lund marcó el primer gol de Noruega en Mundiales femeninos Sub-20. Primera victoria de Noruega en una Copa Mundial Femenina Sub-20. |           |           |                      |                                         |                            |

| 20 de noviembre de 2008 | Brasil                                            | 3:2 (1:1) | Corea del Norte             | Estadio Municipal Germán Becker, Temuco                    |                                                            |
| 19:00 CLST (UTC−3)      | Janaína 45+2' · Érika 48' · Francielle 66' (pen.) | Reporte   | Y. G. Ri 30' · U. H. Ri 90' | Asistencia: 12 500 espectadores Árbitra: Bibiana Steinhaus | Asistencia: 12 500 espectadores Árbitra: Bibiana Steinhaus |

| 23 de noviembre de 2008 | Corea del Norte                  | 3:2 (2:0) | Noruega            | Estadio Municipal Germán Becker, Temuco |                           |
| 12:00 CLST (UTC−3)      | Y. G. Ri 17' · U. S. Ra 29', 64' | Reporte   | Herlovsen 52', 59' | Árbitra: Jennifer Bennett               | Árbitra: Jennifer Bennett |

| 23 de noviembre de 2008 | México | 0:5 (0:2) | Brasil                                                                      | Estadio Municipal Germán Becker, Temuco                      |                                                              |
| 15:00 CLST (UTC−3)      |        | Reporte   | Pamela 4' · Francielle 40' · Daiane 68' · Ketlen 90+4' · Ortiz 90+5' (a.g.) | Asistencia: 13 080 espectadores Árbitra: Alexandra Ihringova | Asistencia: 13 080 espectadores Árbitra: Alexandra Ihringova |

| 27 de noviembre de 2008 | Corea del Norte                                                              | 5:1 (3:0) | México     | Estadio Nelson Oyarzún, Chillán |                            |
| 16:00 CLST (UTC−3)      | S. O. Ryom 9' · K. H. Pak 17' · U. J. Choe 39' · H. S. Ri 53' · Y. G. Ri 66' | Reporte   | Corral 84' | Árbitra: Carolina González      | Árbitra: Carolina González |

| 27 de noviembre de 2008 | Noruega | 0:3 (0:1) | Brasil                              | Estadio Francisco Sánchez Rumoroso, Coquimbo |                       |
| 16:00 CLST (UTC−3)      |         | Reporte   | Érika 39' · Daiane 80' · Pamela 83' | Árbitra: Érika Vargas                        | Árbitra: Érika Vargas |

## Fase de eliminatorias

### Cuadro de desarrollo
|  | Cuartos de final            | Cuartos de final          |                             |   | Semifinales                  | Semifinales                  |  |  | Final | Final |
|  |                             |                           |                             |   |                              |                              |  |  |       |       |
|  | 30 de noviembre – Coquimbo  |                           |                             |   |                              |                              |  |  |       |       |
|  |                             |                           |                             |   |                              |                              |  |  |       |       |
|  | Nigeria                     | 2                         |                             |   |                              |                              |  |  |       |       |
|  | Nigeria                     | 2                         | 4 de diciembre – Temuco     |   |                              |                              |  |  |       |       |
|  | Francia                     | 3                         |                             |   |                              |                              |  |  |       |       |
|  | Francia                     | 3                         | Francia                     | 1 |                              |                              |  |  |       |       |
|  | 1 de diciembre – La Florida |                           | Francia                     | 1 |                              |                              |  |  |       |       |
|  |                             | Corea del Norte           | 2                           |   |                              |                              |  |  |       |       |
|  | Japón                       | Corea del Norte           | 2                           | 1 |                              |                              |  |  |       |       |
|  | Japón                       |                           | 7 de diciembre – La Florida | 1 |                              |                              |  |  |       |       |
|  | Corea del Norte             | 2                         |                             |   |                              |                              |  |  |       |       |
|  | Corea del Norte             | 2                         | Corea del Norte             | 1 |                              |                              |  |  |       |       |
|  | 30 de noviembre – Chillán   |                           | Corea del Norte             | 1 |                              |                              |  |  |       |       |
|  |                             | Estados Unidos            | 2                           |   |                              |                              |  |  |       |       |
|  | Estados Unidos              | Estados Unidos            | 2                           | 3 |                              |                              |  |  |       |       |
|  | Estados Unidos              | 4 de diciembre – Coquimbo |                             | 3 |                              |                              |  |  |       |       |
|  | Inglaterra                  | 0                         |                             |   |                              |                              |  |  |       |       |
|  | Inglaterra                  | 0                         | Estados Unidos              | 1 |                              |                              |  |  |       |       |
|  | 1 de diciembre – Temuco     |                           | Estados Unidos              | 1 |                              |                              |  |  |       |       |
|  |                             | Alemania                  | 0                           |   | Partido por el tercer puesto | Partido por el tercer puesto |  |  |       |       |
|  | Brasil                      | Alemania                  | 0                           | 2 | Partido por el tercer puesto | Partido por el tercer puesto |  |  |       |       |
|  | Brasil                      |                           | 7 de diciembre – La Florida | 2 |                              |                              |  |  |       |       |
|  | Alemania                    | 3                         |                             |   |                              |                              |  |  |       |       |
|  | Alemania                    | 3                         | Francia                     | 3 |                              |                              |  |  |       |       |
|  |                             |                           |                             |   |                              |                              |  |  |       |       |
|  | Alemania                    | 5                         |                             |   |                              |                              |  |  |       |       |
|  | Alemania                    | 5                         |                             |   |                              |                              |  |  |       |       |

### Cuartos de final
| 30 de noviembre de 2008                                                                 | Nigeria               | 2:3 (2:1) | Francia                                        | Estadio Francisco Sánchez Rumoroso, Coquimbo             |                                                          |
| 16:00 CLST (UTC−3)                                                                      | Orji 13' · Jegede 38' | Reporte   | Machart 2' · Le Sommer 49' · Coton-Pélagie 88' | Asistencia: 12 363 espectadores Árbitra: Jennifer Bennet | Asistencia: 12 363 espectadores Árbitra: Jennifer Bennet |
| Primera clasificación de Francia a las semifinales de una Copa Mundial Femenina Sub-20. |                       |           |                                                |                                                          |                                                          |

| 30 de noviembre de 2008 | Estados Unidos                  | 3:0 (0:0) | Inglaterra | Estadio Nelson Oyarzún, Chillán                          |                                                          |
| 19:00 CLST (UTC−3)      | Winters 53' · Leroux 81', 90+4' | Reporte   |            | Asistencia: 11 080 espectadores Árbitra: Jacqui Melksham | Asistencia: 11 080 espectadores Árbitra: Jacqui Melksham |

| 1 de diciembre de 2008 | Japón        | 1:2 (1:1) | Corea del Norte              | Estadio Municipal, La Florida                         |                                                       |
| 16:00 CLST (UTC−3)     | Nagasato 39' | Reporte   | H. N. Cha 22' · U. S. Ra 60' | Asistencia: 8 614 espectadores Árbitra: Tanja Hausott | Asistencia: 8 614 espectadores Árbitra: Tanja Hausott |

| 1 de diciembre de 2008 | Brasil                           | 2:3 (1:1) | Alemania                                   | Estadio Municipal Germán Becker, Temuco                     |                                                             |
| 19:00 CLST (UTC−3)     | Schiewe 38' (a.g.) · Adriane 88' | Reporte   | S. Banecki 44' · Bock 68' · N. Banecki 82' | Asistencia: 12 854 espectadores Árbitra: Carol-Anne Chenard | Asistencia: 12 854 espectadores Árbitra: Carol-Anne Chenard |

### Semifinales
| 4 de diciembre de 2008                                                          | Francia           | 1:2 (0:0) | Corea del Norte               | Estadio Municipal Germán Becker, Temuco                     |                                                             |
| 16:00 CLST (UTC−3)                                                              | Coton-Pélagie 51' | Reporte   | U. H. Ri 68' · Y. G. Ri 90+3' | Asistencia: 13 184 espectadores Árbitra: Carol-Anne Chenard | Asistencia: 13 184 espectadores Árbitra: Carol-Anne Chenard |
| Ri Ye-gyong anotó el gol 400 en la historia de la Copa Mundial Femenina Sub-20. |                   |           |                               |                                                             |                                                             |

| 4 de diciembre de 2008 | Estados Unidos     | 1:0 (1:0) | Alemania | Estadio Francisco Sánchez Rumoroso, Coquimbo               |                                                            |
| 19:00 CLST (UTC−3)     | Schmidt 21' (a.g.) | Reporte   |          | Asistencia: 15 548 espectadores Árbitra: Sachiko Yamagishi | Asistencia: 15 548 espectadores Árbitra: Sachiko Yamagishi |

### Tercer puesto
| 7 de diciembre de 2008 | Francia                          | 3:5 (1:3) | Alemania                                        | Estadio Municipal, La Florida |                           |
| 15:30 CLST (UTC−3)     | Pervier 45+1', 75' · Delie 90+2' | Reporte   | Pollmann 10', 29', 31' · Simic 67' · Schwab 80' | Árbitra: Jennifer Bennett     | Árbitra: Jennifer Bennett |

### Final
| 7 de diciembre de 2008 | Corea del Norte | 1:2 (0:2) | Estados Unidos          | Estadio Municipal, La Florida                                |                                                              |
| 18:30 CLST (UTC−3) | H. N. Cha 90+2' | Reporte   | Leroux 23' · Morgan 42' | Asistencia: 12 000 espectadores Árbitra: Alexandra Ihringova | Asistencia: 12 000 espectadores Árbitra: Alexandra Ihringova |
| Primera final disputada entre dos equipos previamente campeones del mundo. Estados Unidos es la primera selección en obtener el título habiendo sufrido una derrota en el torneo. |                 |           |                         |                                                              |                                                              |

|                                   |
| Bandera de Estados Unidos         |
| Campeón Estados Unidos 2.º título |

## Estadísticas

### Tabla general
| Pos. | Selección                       | Pts. | PJ | PG | PE | PP | GF | GC | Dif. | Rend.  |
| ---- | ------------------------------- | ---- | -- | -- | -- | -- | -- | -- | ---- | ------ |
| 1    | Estados Unidos                  | 15   | 6  | 5  | 0  | 1  | 12 | 3  | 9    | 83,33% |
| 2    | Corea del Norte                 | 12   | 6  | 4  | 0  | 2  | 15 | 10 | 5    | 66,67% |
| 3    | Alemania                        | 12   | 6  | 4  | 0  | 2  | 16 | 9  | 7    | 66,67% |
| 4    | Francia                         | 9    | 6  | 3  | 0  | 3  | 12 | 13 | −1   | 50%    |
| 5    | Brasil                          | 9    | 4  | 3  | 0  | 1  | 13 | 5  | 8    | 75%    |
| 6    | Japón                           | 9    | 4  | 3  | 0  | 1  | 8  | 4  | 4    | 75%    |
| 7    | Nigeria                         | 7    | 4  | 2  | 1  | 1  | 8  | 6  | 2    | 58,33% |
| 8    | Inglaterra                      | 5    | 4  | 1  | 2  | 1  | 4  | 5  | −1   | 41,67% |
| 9    | Nueva Zelanda                   | 4    | 3  | 1  | 1  | 1  | 7  | 7  | 0    | 44,44% |
| 10   | China                           | 4    | 3  | 1  | 1  | 1  | 2  | 2  | 0    | 44,44% |
| 11   | Canadá                          | 3    | 3  | 1  | 0  | 2  | 5  | 4  | 1    | 33,33% |
| 12   | Noruega                         | 3    | 3  | 1  | 0  | 2  | 4  | 7  | −3   | 33,33% |
| 13   | Argentina                       | 1    | 3  | 0  | 1  | 2  | 1  | 6  | −5   | 11,11% |
| 14   | Chile                           | 0    | 3  | 0  | 0  | 3  | 3  | 8  | −5   | 0%     |
| 15   | México                          | 0    | 3  | 0  | 0  | 3  | 2  | 12 | −10  | 0%     |
| 16   | República Democrática del Congo | 0    | 3  | 0  | 0  | 3  | 1  | 12 | −11  | 0%     |

### Goleadoras
| Jugador           | Selección       | Goles | Minutos |
| ----------------- | --------------- | ----- | ------- |
| Sydney Leroux     | Estados Unidos  | 5     | 494     |
| Ri Ye-gyong       | Corea del Norte | 4     | 537     |
| Alex Morgan       | Estados Unidos  | 4     | 444     |
| Eugénie Le Sommer | Francia         | 4     | 518     |
| Ra Un-sim         | Corea del Norte | 3     | 515     |
| Marie Pollmann    | Alemania        | 3     | 119     |
| Rosie White       | Nueva Zelanda   | 3     | 256     |
| Ebere Orji        | Nigeria         | 3     | 262     |

### Asistentes
| Jugador           | Selección       | Asist. | Minutos |
| ----------------- | --------------- | ------ | ------- |
| Charlotte Lozé    | Francia         | 3      | 291     |
| Christine Nairn   | Estados Unidos  | 3      | 401     |
| Nicole Banecki    | Alemania        | 3      | 536     |
| Ri Ye-gyong       | Corea del Norte | 3      | 537     |
| Marine Pervier    | Francia         | 2      | 242     |
| Michi Goto        | Japón           | 2      | 312     |
| Érika             | Brasil          | 2      | 360     |
| Mélissa Plaza     | Francia         | 2      | 465     |
| Keelin Winters    | Estados Unidos  | 2      | 484     |
| Sydney Leroux     | Estados Unidos  | 2      | 494     |
| Katharina Baunach | Alemania        | 2      | 511     |
| Kim Chun-hui      | Corea del Norte | 2      | 540     |

## Premios y reconocimientos

### Balón de Oro
El Balón de Oro Adidas se otorga a la mejor jugadora de la competición, quien es escogida por un grupo técnico de FIFA basándose en las actuaciones a lo largo de la competencia, para la evaluación son tomados en cuenta varios aspectos como las capacidades ofensivas y defensivas, los goles anotados, las asistencias a gol, el liderazgo para con su equipo, el comportamiento de la jugadora y la instancia a donde llegue su equipo. La segunda mejor jugadora se lleva el Balón de Plata y la tercera el Balón de Bronce.
| Premio          |  | Jugadora          | Selección      |
| --------------- |  | ----------------- | -------------- |
| Balón de Oro    |  | Sydney Leroux     | Estados Unidos |
| Balón de Plata  |  | Alex Morgan       | Estados Unidos |
| Balón de Bronce |  | Eugenie Le Sommer | Francia        |

### Bota de Oro
La Bota de Oro Adidas es el premio para la mayor goleadora del mundial. Para escoger a la ganadora, se toman en cuenta en primera instancia y ante todo, los goles anotados, y en caso de empate son tomadas en cuenta las asistencias de goles realizadas y finalmente quien tenga la mayor cantidad de goles en la menor cantidad de minutos jugados y por tanto mayor efectividad. La segunda mayor goleadora se lleva la Bota de Plata y la tercera la Bota de Bronce.
| Premio         |  | Jugadora      | Selección       | Goles | Asistencias | Minutos |
| -------------- |  | ------------- | --------------- | ----- | ----------- | ------- |
| Bota de Oro    |  | Sydney Leroux | Estados Unidos  | 5     | 2           | 494     |
| Bota de Plata  |  | Ri Ye-gyong   | Corea del Norte | 4     | 3           | 537     |
| Bota de Bronce |  | Alex Morgan   | Estados Unidos  | 4     | 0           | 444     |

### Mejor portera
El Guante de Oro Adidas es el premio a la mejor portera de la Copa del mundo, y es otorgado por un grupo técnico de FIFA, que evalúa a todas las jugadoras de esa posición, basándose en las actuaciones a lo largo de la competencia. Fue entregado por primera vez en un Mundial de la categoría.
| Premio        |  | Jugadora      | Selección      |
| ------------- |  | ------------- | -------------- |
| Guante de Oro |  | Alyssa Naeher | Estados Unidos |

### Juego limpio
El Premio al Juego Limpio de la FIFA es otorgado por un grupo técnico de la FIFA al equipo que acumule menos faltas, menos tarjetas amarillas y rojas, así como el mayor respeto hacia el árbitro, hacia los rivales y hacia el público. Todos estos aspectos son evaluados a través de un sistema de puntos y criterios establecidos por el reglamento de la competencia.
| Premio                            | Selecciones    |
| --------------------------------- | -------------- |
| Premio al Juego Limpio de la FIFA | Estados Unidos |

### Equipo estelar
| Porteras                        | Defensoras                                                                              | Mediocampistas                                                               | Delanteras                                                                                   |
| ------------------------------- | --------------------------------------------------------------------------------------- | ---------------------------------------------------------------------------- | -------------------------------------------------------------------------------------------- |
| Alyssa Naeher Christiane Endler | Pak Kuk-hui Wendie Renard Lauren Fowlkes Bianca Schmidt Katharina Baunach Ingrid Ryland | Natsuko Hara Nicole Banecki Ri Ye-gyong Kim Kulig Keelin Winters Toni Duggan | Marie-Laure Delie Érika Asano Nagasato Sydney Leroux Ra Un-sim Eugénie Le Sommer Alex Morgan |